# Idiodes oberthuri
Idiodes oberthuri là một loài bướm đêm trong họ Geometridae.